# 西安国际港务区
西安国际港务区位于西安主城区东北部灞河与渭河三角洲，是陕西省委、省政府，西安市委、市政府调整产业结构，转变经济发展方式，打造内陆开发开放高地而设立的开放型经济先导区和现代服务业核心功能区。她现有铁路、公路等运输方式为依托，以与沿海国际港口合作为基础，在内陆形成海、陆联运的聚集地和结合点。该项目使西安成为中国第一个国际内陆港，形成年中转量6650万吨的规模。
截至2010年底，港务区已建成西安保税物流中心、铁路集装箱中心站、起航公园以及节能示范广场等。未来将“建设西北地区枢纽性、全国最大的国际陆地港口，黄河中上游最大的物流中心和商贸集散中心”。

## 建设历程
西安，古称“长安”，曾是连接东西方文化、经贸交流的“丝绸之路”的东起点。但近现代以来，随着海洋文明的迅猛发展，深处内陆省份的陕西，受到交通地域等局限，发展优势逐步衰微。自20十世纪九十年代初，随着新亚欧大陆桥的建成，陕西人就有了重塑“丝绸之路”辉煌的梦想，并产生了建设国际内陆港想法。
- 2003年，西安市政府正式向外提出了创建国际内陆港务区的理念；
- 2008年，陕西省建立了西安国际港务区建设联席会议制度，加速推进港务局建设；
  - 同年，海关总署、财政部、国家税务总局、国家外汇管理局等部委，批准在西安国际港务区内设立“西安保税物流中心”；
- 2009年，国务院将西安列入21个全国性物流节点城市之一；
- 2010年，西安保税物流中心、铁路集装箱中心站正式通过验收，并投入运行；
- 2011年2月，西安保税物流中心升级为国家级综合物流保税区。
- 2017年，西安国际港务区成为中国（陕西）自由贸易试验区的一部分[2]。

## 区位与交通
西安国际港务区位于西安市郊东北部的灞渭三角洲，规划控制区120平方公里，规划建设区89.89平方公里。核心区距新规划的行政中心5公里，距西安咸阳国际机场28公里，窑村机场就在港务区内。
港务区西沿灞河，北至铁路北环线，东至西韩公路，南接城市三环和西安绕城高速，经由西安绕城高速公路与京昆高速、连霍高速、沪陕高速、包茂高速等全国高速公路网连接，形成“米”字型高速公路网络。
西安地铁3号线贯穿港务区，并设国际港务区、会展国际、新筑新城、综合保税区等4站。

## 发展现状
目前，西安国际港务区不仅具备普通物流园区的基本功能，还具有保税、仓储、海关、边检、商检、检疫、结汇银行、保险公司、船务市场及船运代理等国际港口所具有的多种功能。她是沿海国际港口多种港务功能在西安的延伸，是沿海国际港口在西安的集中服务区，也是国际物流与国内物流的结合部。
港务区已同天津港、上海港、青岛港、连云港港等沿海港口、及霍尔果斯口岸进行战略合作；其中，天津港和连云港港已经在西安国际港务区设立了办事处。

### 重点项目
- 2008年，新加坡迅通集团决定投资3800万美元，在西安国际港务区建设分拨基地。
- 2009年，香港华南城控股有限公司决定投资8.8亿美元，独资建设“西部现代商贸物流城”项目。[6]

## 未来发展
西安国际港务区未来还将形成，
- 集装箱作业区
- 综合保税区
- 国内贸易区
- 综合服务区（物流CBD）
- 居住配套区
- 国家应急物流园区
- 产业转移承接区
- 城乡统筹建设区等功能区域。

其开发建设将依托规划建设中的综合保税区和西安铁路集装箱中心站，承接沿海港口功能内移，通过多式联运，成为连结西三角经济圈与环渤海经济圈、长三角经济圈、珠三角经济圈的重要枢纽型国际陆地港口和现代综合物流园区。